# ヤマハ・WR

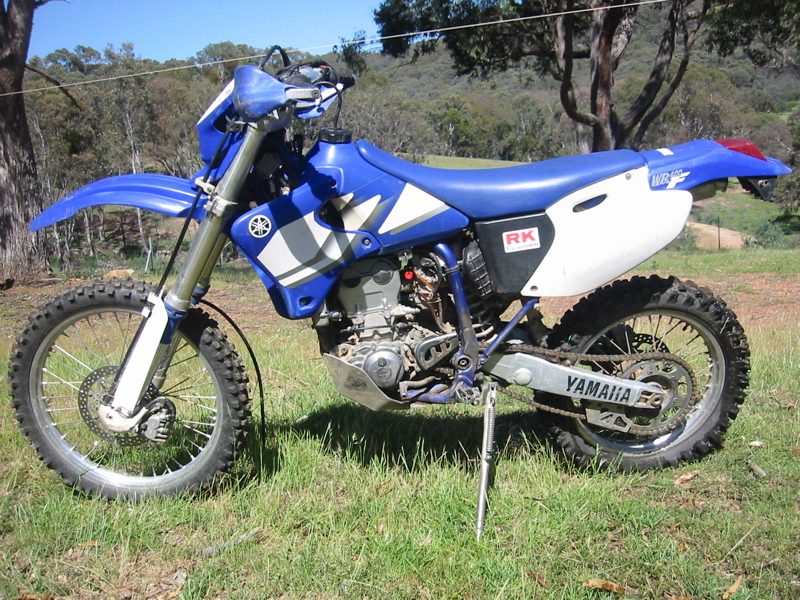
WR400F （2000年・エンデューロモデル）

WR（ダブルアール）とは、ヤマハ発動機が製造しているエンデューロおよびデュアルパーパスタイプのオートバイである。

## 解説
WRはヤマハのエンデューロレーサーであるITシリーズの後継として、1989年モトクロッサーYZ250（2ストローク）のトランスミッションをエンデューロ用に修正し、灯火用ジェネレータを装備したモデルであるYZ250WR（Wide Ratio）として誕生した。このモデルはほぼ同仕様のまま1990年も継続生産され、1991年よりWR250Zとなり WR のモデル名が確立したが、WR250ZとしてYZシリーズとの差別化が確立したのは燃料タンク容量がアップされた1992年モデルからである。
国内向けには競技専用車として1992年から1995年まで販売された。更にベースモデルのYZ250のモデルチェンジに伴い、1997年から1998年まで再び販売されたが、この際燃料タンクのYZとの共通化等の仕様変更が行われている。
そして1998年、新生代4ストロークモトクロッサーYZ400Fの同時開発車としてWR400Fが発売され、WRシリーズは4ストロークモデルへと世代交代することとなった。2ストロークモデルは現地法人が独自に2000年頃までWR250Zとして販売していたが、それら1999年にモデルチェンジした2ストロークYZ250に灯火を装着したのみのもので、ヤマハ本社としてのWR250Zではない。
その後YZ-Fシリーズと平行して426cc、450ccと排気量がアップされ、250ccモデルであるWR250Fも追加され現在に至っている。
各地域（北米・欧州・アジアオセアニア）向けに輸出もされており、各現地法人が独自に保安部品を装備している事もあるが、ヤマハ本社としてはいかなる国に於いても公道走行を前提とした仕様としての生産はしていない。これは現行の4ストロークモデルに関しても同様である。
なお同名で同じエンデューロレーサーがハスクバーナからも発売されているが関連は無い。

## モデル一覧

### WR250R/X
詳細はヤマハ・WR250R/Xを参照
WR250R/Xは2007年11月16日に発売された。WR250R はヤマハとしてDT230LANZA以来の本格的オフロードモデルであり、アルミフレームにDOHC水冷4ストロークエンジンを搭載し、各種規制にも対応させている。WR250X はモタードモデルであり、車体は共通だがオンロード17インチタイヤを装備させている。これらは販売戦略上WRの名を冠してはいるが、ヤマハエンデューロレーサーの系譜であるWRとは全く別カテゴリのシリーズである。WRシリーズとはフロントフォークの内部構造以外、車両設計上全く共通点は存在しない。にも拘らず、WR250Fが輸出仕様でWR250Rが国内仕様、またはWR250FがレーサーでWR250Rが公道仕様といった誤解が多い。

### WR125R/X
WR125R/Xは2008年に欧州向け車両として発表された。先に発表されたXT125R/Xと異なるモトクロッサーを意識した車体デザインとなっており、YZF-R125と共通の水冷SOHC4バルブ11kWエンジンを搭載している。なお250同様に X はスーパーモタード仕様である。

### 競技用車両

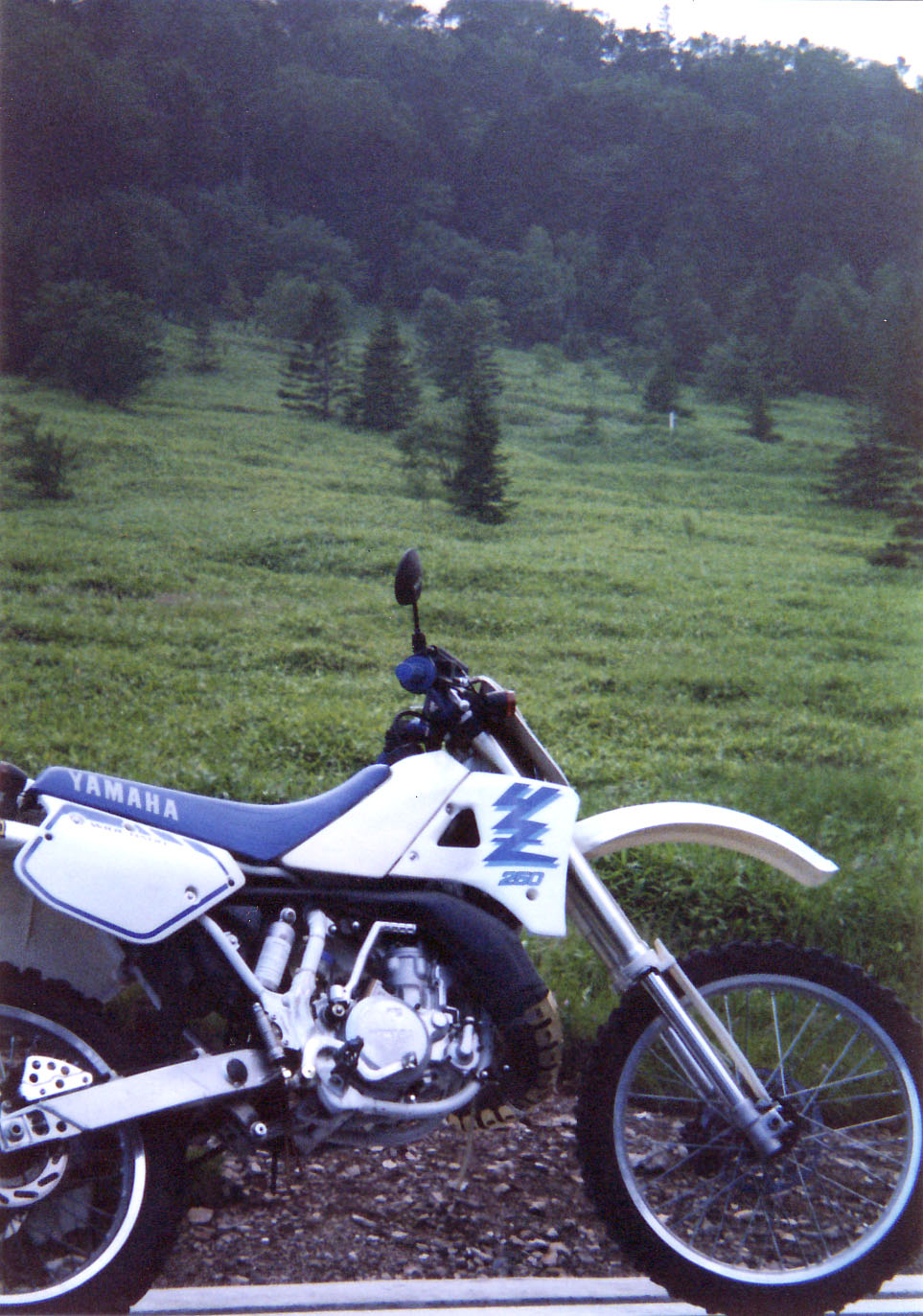
YZ250WR逆輸入車1989

#### YZ250WR（1989-1990）
YZ250(2ストロークの競技用モトクロッサー)をベース車両として、トランスミッションをワイドレシオ(WR)化、リアホイルサイズ（19in＞18in）サスペンション設定などが変更されている。
一応ナンバーが取れて公道を走れることになっているが、純粋なモトクロッサーのため爆音かつ暴力的なパワーがあり、
それ相応の腕とメンテナンス知識が必要である。レース用なのでもちろん混合ガソリン仕様である。

#### WR250Z（1991-1998）
YZ250をベース車両として、トランスミッション、リアホイルサイズ、燃料タンク、サスペンション設定などが変更されている。混合使用。

#### WR500
YZ490の空冷2stエンジンとWR250Zの車体をベースにしたモデル。性格的にはWRシリーズというよりは、ITシリーズのフラッグシップであったIT490のシャーシをリニューアルしたものと言える。
ヤマハの当時のラインアップには500ccのモトクロッサーが無かったため、デイモン・ブラッドショーは1991年のAMAモトクロス500ccにこのWR500をベースとしたマシンで出場し、1勝した。

#### WR250F（2001-）
4ストロークのYZ250Fをベース車両として、サスペンション、ホイール、カムタイミング、キャブレターセッティングなどが変更されている。セルフスターターが追加されたのは2003年モデル以後である。

#### WR400f/426f/450F（1998-）
YZ400f/426f/450Fをベース車両として、WR250Fと同様の変更を受けている。セルフスターターが追加されたのは2003年に発売されたWR450Fからで、400/426Fはキックスターターのみである。

#### WR450F 2Trac
WR450Fにオーリンズ社と共同開発した油圧前輪駆動システムを装備し、前後二輪を駆動するモデル。2005年のダカールラリーに出場し、クラス優勝を成し遂げている。2Tracシステムはエンジンパワーの20%程度で前輪を駆動すると言われ、またエンジンからは独立しており比較的簡単に取り外す事が出来る。

#### WR450F （2012-）
2012年6月30日より期間限定受注でWR450Fの日本向け競技仕様車が発売された。車体構造はYZ250Fをベースとして専用のセッティングが加えられている。